# Raúl Salazar (dibujante)

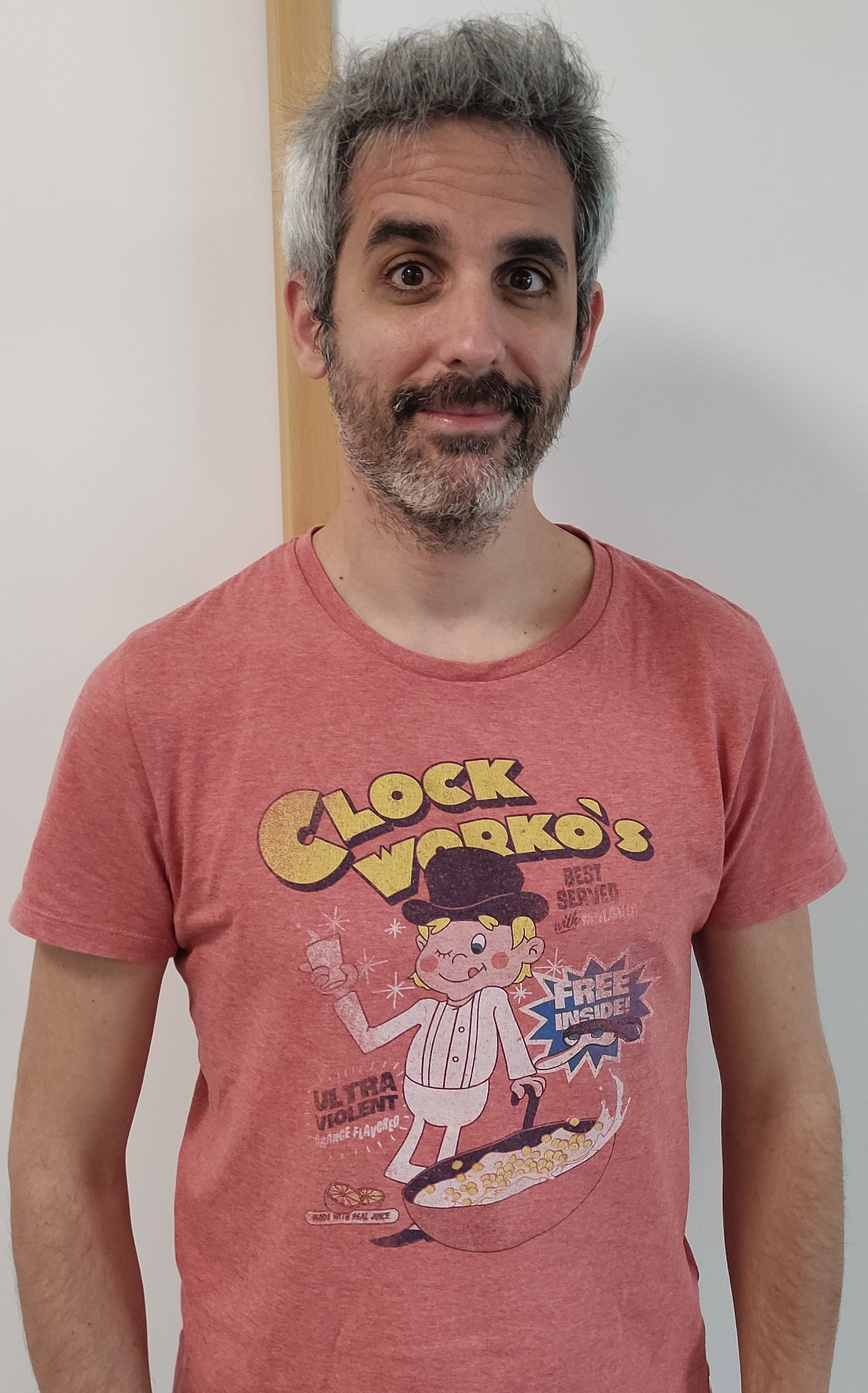

Raúl Salazar (Valencia, 3 de junio de 1982) es un humorista gráfico e ilustrador español.
Desde 2012 colabora cada semana en la revista satírica El Jueves desarrollando temas de actualidad y costumbrismo, además de la serie Las notas del Profesor Migraña. También ha participado en otras publicaciones como Muy Interesante con la sección Según un estudio..., Sensacine o las ediciones digitales de Las Provincias y Levante-EMV.

## Obra
| Título                                    | Año  | Tipo                  | Publicación |
| ----------------------------------------- | ---- | --------------------- | ----------- |
| Las notas del Profesor Migraña            | 2016 | Serie semanal         | El Jueves   |
| Cómic para una edición financiera crítica | 2016 | Cómic                 | ADICAE      |
| Glosario de términos financieros          | 2016 | Diccionario ilustrado | ADICAE      |
| Secuelas Imposibles                       | 2018 | Libro                 | Fandogamia  |
| Les Boles del Drac (ilustraciones)        | 2018 | Libro ilustrado       | Bromera     |
| Bestiari Valencià (ilustraciones)         | 2020 | Libro Ilustrado       | Culturplaza |
| El cañonazo (ilustraciones)               | 2022 | Libro ilustrado       | Algar       |